# Göblberg
Der Göblberg ist mit 801 m ü. A. die höchste Erhebung des Hausruck. Er liegt in einem vom Hauptkamm nach Süden ziehenden Kamm auf der Gemeindegrenze zwischen Frankenburg am Hausruck und Ampflwang im Hausruckwald.

## Aussichtsturm Göblberg

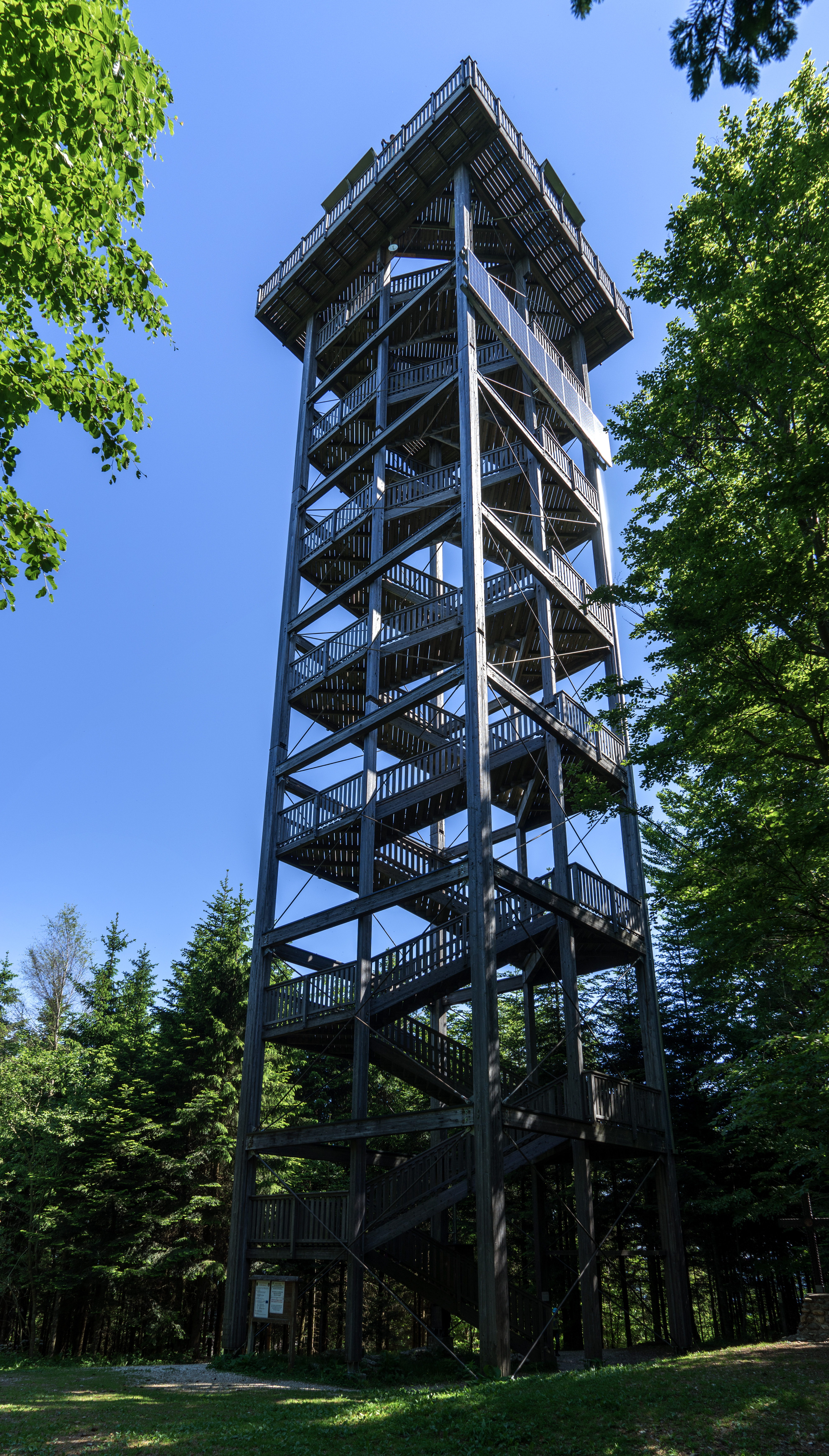
Aussichtsturm Göblberg

Im April 2006 wurde in einem Projekt gemeinsam von den Gemeinden Ampflwang und Frankenburg der Aussichtsturm Göblberg errichtet. Der in Holzbauweise errichtete Aussichtsturm mit 210 Stufen ist 35 m hoch und bietet einen Rundumblick über das Innviertel bis ins angrenzende Bayern und dem Salzkammergut bis in den Alpenhauptkamm zu den Salzburger Bergen.